# Ziarnojadek płowy
Ziarnojadek płowy (Sporophila hypoxantha) – gatunek małego ptaka z rodziny tanagrowatych (Thraupidae), występujący we wschodnio-środkowej Ameryce Południowej. W Czerwonej księdze gatunków zagrożonych IUCN klasyfikowany jest jako gatunek najmniejszej troski (LC, Least Concern).

## Systematyka
Pierwszego naukowego opisu gatunku – na podstawie holotypu pochodzącego z Urugwaju – dokonał niemiecki ornitolog Jean Cabanis w 1851 roku. Ziarnojadek płowy jest gatunkiem monotypowym.

## Morfologia
Mały ptak o cechach typowych dla rodzaju Sporophila, o charakterystycznym małym, grubym i zaokrąglonym dziobie koloru czarnoszarego u samców i brązowooliwkowego u samic. Samce mają szarą czapkę na głowie do linii oka, szary grzbiet i ogon. Szaroczarne nogi. Skrzydła są szaroczarne z niewielką białą plamką na środku. Gardło, policzki, brzuch i kuper w kolorze rudym. Gardło, policzki i szyja w lekko jaśniejszym odcieniu. Tęczówki czarne z szarymi powiekami. Samica jest oliwkowo-brązowa, z nieco jaśniejszym brzuchem i czarniawymi skrzydłami, z brązowymi obrzeżami lotek. Skrzydła ciemnooliwkowe z białą plamką na środku. Samicę bardzo łatwo pomylić z samicą ziarnojadka rdzaworzytnego. Oba gatunki są gatunkami sympatrycznymi. Obszary ich występowania w sporej części się pokrywają.  Młode osobniki są podobne do samic. Długość ciała 10 cm, masa ciała 10,5 g.

## Zasięg występowania
Ziarnojadek płowy występuje na terenach położonych od poziomu morza do wysokości 1100 m n.p.m. Występuje w północnej, wschodniej i zachodniej Boliwii (w departamentach La Paz, Santa Cruz i wschodniej części Beni), w Brazylii na południe od dorzecza Amazonki (w stanie Goiás, południowej części Mato Grosso, zachodnim Minas Gerais oraz na południe po zachodnią i północną część Rio Grande do Sul). Występuje także w północno-zachodniej i północno-wschodniej części Argentyny (w prowincji Salta na południe po północną część prowincji Tucumán i północną Córdobę, ponadto od prowincji Formosa i Misiones na południe po Entre Ríos, Santa Fe i Corrientes). Spotykany jest także w zachodnim Urugwaju. Jest gatunkiem w większości migrującym, chociaż populacje w prowincjach Formosa i Entre Ríos w Argentynie mogą być częściowo osiadłe. W okresie zimowym prawdopodobnie migruje na tereny Cerrado w środkowej Brazylii.

## Ekologia
Jego głównym habitatem są otwarte przestrzenie z wysokimi trawami, na zboczach wzgórz, często w pobliżu terenów podmokłych w sąsiedztwie użytków zielonych. Żywi się głównie ziarnami traw, które wyjada bezpośrednio z kłosów. Żeruje w małych grupach oraz stadach z innymi gatunkami ziarnojadków.

### Rozmnażanie
Okres lęgowy trwa od października/listopada do lutego, lokalnie do kwietnia. Gniazda są umieszczone dosyć blisko ziemi, najczęściej poniżej 45 cm, a czasami do 1 metra. Są budowane wyłącznie przez samice. W czasie lęgu samica składa 2–3 jaja, które potem sama wysiaduje. Czas inkubacji jaj to 11–12 dni. W początkowym okresie życia pisklęta są karmione wyłącznie przez samicę, dopiero po 5 dniach dołącza do niej samiec. Młode są w pełni opierzone i opuszczają gniazdo po około 9–10 dniach od wyklucia.

## Status i ochrona
W Czerwonej księdze gatunków zagrożonych IUCN ziarnojadek płowy od 1994 roku jest klasyfikowany jako gatunek najmniejszej troski (LC, Least Concern); wcześniej, od 1988 roku uznawany był za gatunek bliski zagrożenia (NT, Near Threatened). Liczebność populacji nie została oszacowana, ale ptak ten opisywany jest jako pospolity. Zasięg jego występowania według szacunków organizacji BirdLife International zajmuje około 3,1 mln km², a z uwzględnieniem terenów migracji zimowej nawet 5,13 mln km². BirdLife International uważa, że populacja jest stabilna ze względu na brak istotnych zagrożeń oraz dowodów na spadki liczebności.
BirdLife International wymienia 7 ostoi ptaków IBA, w których ten gatunek występuje: 5 w Boliwii (w tym Park Narodowy Noel Kempff Mercado, Área Natural de Manejo Integrado San Matías) i 2 w Argentynie (m.in. Reserva El Bagual).